# Vlaščić
Vlaščić (Servisch: Влашчић) is een plaats in de Servische gemeente Valjevo. De plaats telt 98 inwoners (2001).